# Cyprinion semiplotum
 Cyprinion semiplotum és una espècie de peix cipriniforme de la família dels ciprínids.

## Morfologia
Els mascles poden assolir els 60 cm de longitud total.

## Distribució geogràfica
Es troba a l'Índia, el Nepal, Myanmar i Bhutan.